# 손양면
손양면(巽陽面)은 대한민국 강원특별자치도 양양군의 면이다.

## 개요
손양면은 동면 또는 남면으로 칭하여 오다가 1911년 2개면이 합하여 손양면이 되었다. 38도선 이북에 위치하고 동쪽은 동해, 남쪽은 현북면, 서쪽은 설악산 일대인 서면과 접해 있으며 남대천 하류인 양양읍과 접해 있다. 설악산 줄기, 동해바다와 청정하천인 남대천과 어우러져 있는 전형적인 농촌 건강장수마을로 구성되어 있으며 산수가 맑아 휴양지로서의 자원과 연어를 체험ㆍ연구하는 영동내수면연구소 및 대명쏠비치, 골든비치 골프장, 강원외국어교육원, 오산선사유적박물관 등 아늑하게 휴식을 즐길 수 있는 공간이 마련되어 있다.

## 행정 구역
| 법정리   | 한자명   | 행정리         | 비고            |
| -------- | -------- | -------------- | --------------- |
| 가평리   | 柯坪里   | 가평리         |                 |
| 간리     | 間里     | 간리           |                 |
| 금강리   | 金崗里   | 금강리         |                 |
| 도화리   | 桃花里   | 도화리         |                 |
| 동호리   | 銅湖里   | 동호리         |                 |
| 밀양리   | 密陽里   | 밀양리         |                 |
| 부소치리 | 扶蘇峙里 | 남양리(南陽里) | 거주 인구 없음  |
| 삽존리   | 揷存里   | 남양리         | 거주 인구 없음  |
| 상양혈리 | 上陽穴里 | 상양혈리       |                 |
| 상왕도리 | 上旺道里 | 상왕도리       |                 |
| 상운리   | 祥雲里   | 상운리         |                 |
| 석계리   | 石界里   | 남양리         | 거주 인구 없음  |
| 송전리   | 松田里   | 송전리         |                 |
| 송현리   | 松峴里   | 송현리         |                 |
| 수산리   | 水山里   | 수산리         |                 |
| 수여리   | 水餘里   | 수여리         |                 |
| 여운포리 | 如運浦里 | 여운포리       |                 |
| 오산리   | 鰲山里   | 오산리         |                 |
| 와리     | 瓦里     | 와리           |                 |
| 우암리   | 牛岩里   | 우암리         |                 |
| 주리     | 舟里     | 주리           |                 |
| 하양혈리 | 下陽穴里 | 하양혈리       |                 |
| 하왕도리 | 下旺道里 | 하왕도리       | 면사무소 소재지 |
| 학포리   | 鶴浦里   | 학포리         |                 |

## 편의 시설
- 대명리조트 쏠비치

## 유적
- 양양 오산리 유적